# Educación holística
La educación holística, aprendizaje holístico o educación integral es una filosofía educacional y forma constructivista basada en la premisa de que toda persona encuentra su identidad y el significado y sentido de su vida a través de nexos con la comunidad, el mundo natural y valores como la compasión y la paz. Se trata de una educación completa e integradora, que busca despertar una devoción intrínseca por la vida y la pasión por el aprendizaje.
Desde esta perspectiva la educación es considerada un sistema vivo y en constante progreso y evolución. Los principios holísticos de interdependencia, diversidad, totalidad, flujo, cambio, unidad, sostenibilidad, etc. están en la base de este nuevo paradigma educativo, cuyo objetivo es la formación integral del ser humano, una formación que supera el paradigma Newtoniano-Cartesiano de la ciencia mecánica del siglo XVII y que hoy todavía sigue primando en los diferentes sistemas educativos.
El paradigma holístico no se puede relacionar con creencias religiosas, dogmas ni rituales; como institución ideológica, dogmática y manipuladora —aunque puede incluir una visión histórica de las religiones y un estudio del diálogo interreligioso. Por su parte, la espiritualidad es algo indefectible, pues es la conciencia del mismo ser dentro del Mundo y el Universo. Es la naturaleza esencial del ser humano, el cual es capaz de percibirla más allá de creencias, dogmas e instituciones o líderes organizados.
La educación holística toma a la ciencia como base y reconoce el mundo como una compleja red de relaciones entre las distintas partes de un todo global. Del mismo modo, no considera tan importante el aprendizaje de teorías y modelos como el verdadero desarrollo de mentes científicas, capaces de hacer un uso inteligente y creativo de los recursos tecnológicos actuales.
Algunos teóricos, como Howard Gardner (1999), David Perkins (1992), Grant P. Wiggins y Jay McTighe (1998) han subrayado la importancia vital del aprendizaje reflexivo y del establecimiento de conexiones dentro de lo que podríamos llamar una pedagogía de la comprensión';, es decir, que las personas que se educan puedan:
- Reconocer las relaciones que existen entre las diferentes asignaturas y el mundo que les rodea.
- Adaptarse a situaciones nuevas.
- Combinar los conocimientos pertinentes con la inteligencia práctica y social, a la hora de resolver problemas reales por sí mismos o en grupo.[8]